# 호텔서비스사
호텔서비스사(Hotel Guest Services Representative)는 호텔 내부 서비스를 제공하기 위한 호텔종사원 담당자 양성을 위한 국가전문자격 시험으로 문화체육관광부가 소관하며 한국산업인력공단이 시행한다.

## 응시 자격
- 제한 없음

## 시험 과목

### 제1차 시험
- 관광법규
- 호텔실무 : 현관, 객실 및 식당 중심

### 제2차 시험
- 면접 시험

### 공인어학성적 기준요건

#### 영어
| - FLEX : 381점 이상 - G-TELP : 39점 이상 - iELTS : 4점 이상 | - TEPS : 201점 이상 - TOEFL : PBT 396점, IBT 51점 이상 - TOEIC : 490점 이상 |

#### 중국어
- HSK : 4급 이상

#### 일본어
- JPT : 510점 이상

## 같이 보기
- 호텔경영사
- 호텔관리사